# Хромосомна транслокація

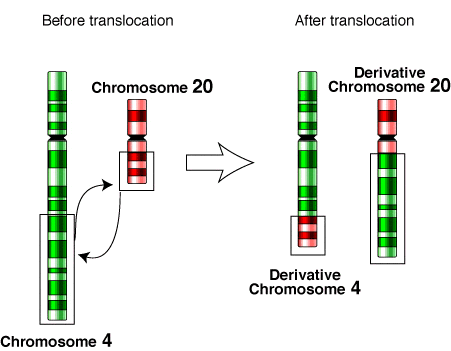
Хромосомна транслокація 4-ї і 20-ї хромосом

Хромосомна транслокація — тип хромосомних мутацій, при якому відбувається перенесення ділянки хромосоми на негомологічну хромосому.  
Окремо виділяють реципрокні транслокації, при яких відбувається взаємний обмін ділянками між хромосомами, і робертсонівські транслокації, або центричні злиття, при яких відбувається злиття акроцентричних хромосом з повною або частковою втратою матеріалу коротких плечей.
В ході транслокації відбувається обмін ділянками негомологічних хромосом, але загальне число генів не змінюється. Різні транслокації приводять до розвитку лімфом, сарком, лейкемії, шизофренії.